# Équipe cycliste Wagner-Bazin WB
L'équipe cycliste Wagner-Bazin WB (anciennement nommée Wallonie Bruxelles, puis Bingoal WB) est une équipe cycliste professionnelle ayant le statut d'UCI ProTeam, basée à Mouscron et créée en 2011.
Elle ne doit pas être confondue avec l'équipe Pauwels Sauzen-Bingoal.

## Histoire de l'équipe

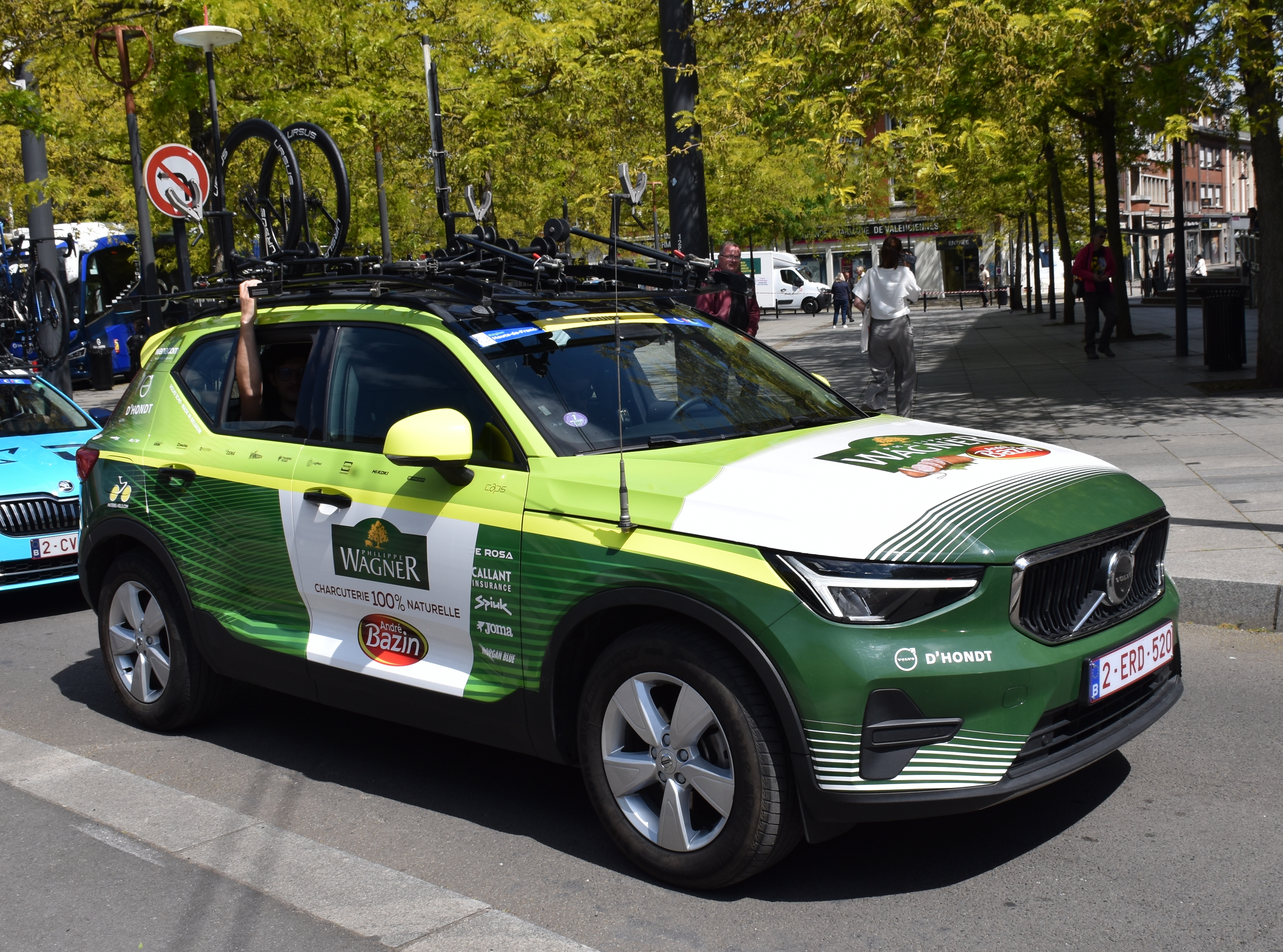
Véhicule Wagner Bazin WB
Les Quatre Jours de Dunkerque 2025

L'équipe est fondée en 2011 sous le nom de Wallonie Bruxelles-Crédit Agricole et participe aux circuits continentaux en tant qu'équipe continentale. En 2017, l'équipe obtient une licence en tant qu'équipe continentale professionnelle.
L'équipe est dirigée par Christophe Brandt en tant que manager et Christophe Detilloux en tant que directeur sportif, tous deux présent dans la gestion de l'équipe depuis 2013. De 2020 à 2024, le fournisseur de paris sportifs Bingoal était le sponsor titre de l'équipe.
Fin 2024, l'équipe Bingoal WB annonce sa fusion avec l'équipe continentale Philippe Wagner-Bazin, pour devenir en 2025 Wagner-Bazin WB.

## Principales victoires

### Courses d'un jour
- Kattekoers : Jonas Van Genechten (2011)
- Zellik-Galmaarden : Gaëtan Bille (2011) et Kevin Thome (2012)
- Grand Prix du 1er mai : Christophe Prémont (2012)
- Tour du Limbourg : Olivier Chevalier (2013)
- Tour du Finistère : Antoine Demoitié (2014) et Baptiste Planckaert (2016)
- Polynormande : Baptiste Planckaert (2016)
- La Drôme Classic : Sébastien Delfosse (2017)
- Grand Prix de la ville de Pérenchies : Roy Jans (2017), Kenny Dehaes (2018), Jens Reynders (2019)
- Grand Prix de Denain : Kenny Dehaes (2018)
- Roue tourangelle : Lionel Taminiaux (2019)
- Tour de Cologne : Baptiste Planckaert (2019)
- Nokere Koerse : Ludovic Robeet (2021)
- Grand Prix de Lillers-Souvenir Bruno Comini : Milan Menten (2022)

### Courses par étapes
- Tour de Bretagne : Sébastien Delfosse (2015)
- Istrian Spring Trophy : Olivier Pardini (2016)
- Tour de Normandie : Baptiste Planckaert (2016)
- Circuit des Ardennes international : Olivier Pardini (2016)
- Kreiz Breizh Elites : Mathijs Paasschens (2019)

### Championnats nationaux
- Championnats d'Estonie sur route : 1
  - Course en ligne : 2023 (Karl Patrick Lauk)

## Classements UCI
L'équipe participe aux circuits continentaux et principalement à des épreuves de l'UCI Europe Tour. Les tableaux ci-dessous présentent les classements de l'équipe sur les différents circuits, ainsi que son meilleur coureur au classement individuel.
UCI Africa Tour
| UCI Africa Tour | UCI Africa Tour        | UCI Africa Tour                           | UCI Africa Tour |
| Année           | Classement par équipes | Meilleur coureur au classement individuel |                 |
| --------------- | ---------------------- | ----------------------------------------- | --------------- |
| 2011            | 13e                    | Christophe Prémont (60e)                  |                 |
|                 |                        |                                           |                 |
| Source : UCI    |                        |                                           |                 |

UCI Asia Tour
| UCI Asia Tour | UCI Asia Tour          | UCI Asia Tour                             | UCI Asia Tour |
| Année         | Classement par équipes | Meilleur coureur au classement individuel |               |
| ------------- | ---------------------- | ----------------------------------------- | ------------- |
| 2014          | 33e                    | Frédéric Amorison (35e)                   |               |
| 2017          | 48e                    | Justin Jules (161e)                       |               |
| 2018          | 102e                   | Dimitri Peyskens (499e)                   |               |
|               |                        |                                           |               |
| Source : UCI  |                        |                                           |               |

UCI Europe Tour
| UCI Europe Tour | UCI Europe Tour        | UCI Europe Tour                           | UCI Europe Tour |
| Année           | Classement par équipes | Meilleur coureur au classement individuel |                 |
| --------------- | ---------------------- | ----------------------------------------- | --------------- |
| 2011            | 35e                    | Jonas Van Genechten (88e)                 |                 |
| 2012            | 62e                    | Kevin Thome (320e)                        |                 |
| 2013            | 35e                    | Boris Dron (109e)                         |                 |
| 2014            | 22e                    | Sébastien Delfosse (42e)                  |                 |
| 2015            | 26e                    | Antoine Demoitié (36e)                    |                 |
| 2016            | 5e                     | Baptiste Planckaert (1er)                 |                 |
| 2017            | 4e                     | Roy Jans (25e)                            |                 |
| 2018            | 10e                    | Kenny Dehaes (10e)                        |                 |
| 2019            | 7e                     | Baptiste Planckaert (49e)                 |                 |
| 2020            | 13e                    | Arjen Livyns (239e)                       |                 |
| 2021            | 6e                     | Timothy Dupont (117e)                     |                 |
| 2022            | 6e                     | Milan Menten (160e)                       |                 |
| 2023            | 16e                    | Marco Tizza (322e)                        |                 |
| 2024            | 15e                    | Luca Van Boven (272e)                     |                 |
|                 |                        |                                           |                 |
| Source : UCI    |                        |                                           |                 |

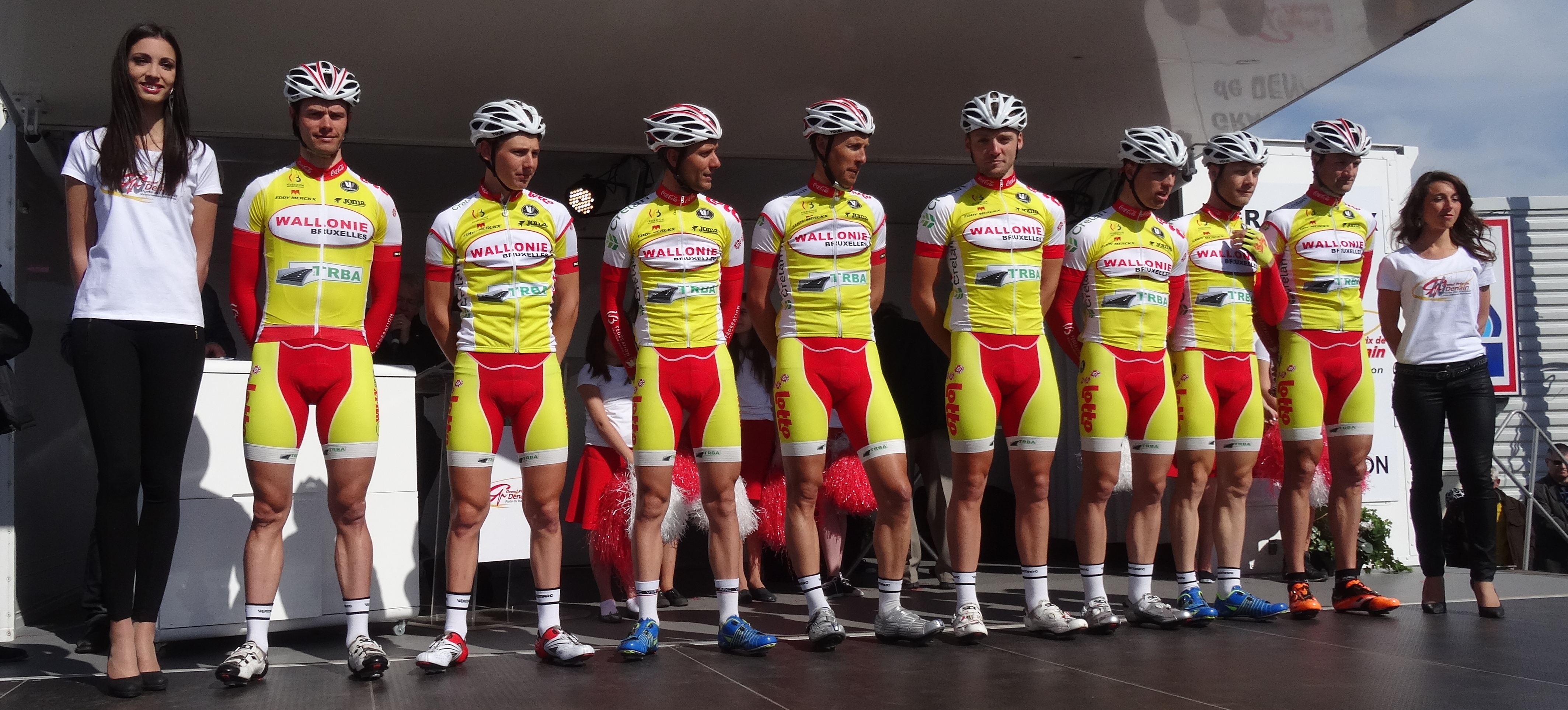
Jonathan Dufrasne, Loïc Pestiaux, Quentin Bertholet, Frédéric Amorison, Robin Stenuit, Florent Mottet, Antoine Demoitié et Sébastien Delfosse lors du Grand Prix de Denain 2014.

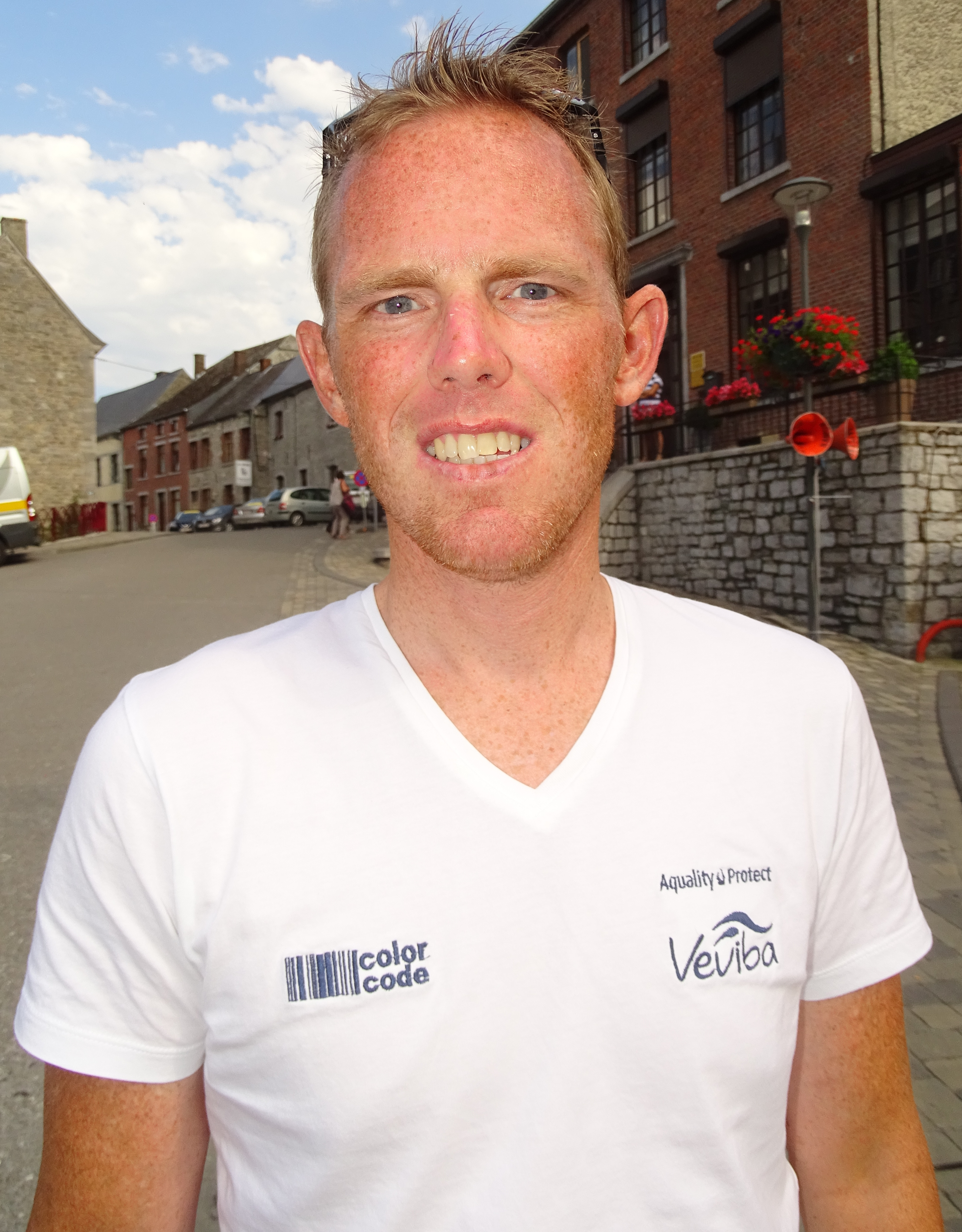
Christophe Brandt devient en 2015 directeur sportif de l'équipe, ici photographié lors de l'arrivée de la 3e étape du Tour de la province de Namur 2015 à Walcourt.

En 2016, le Classement mondial UCI qui prend en compte toutes les épreuves UCI est mis en place parallèlement à l'UCI World Tour et aux circuits continentaux. Il concerne toutes les équipes UCI.
| Classement mondial | Classement mondial     | Classement mondial                        | Classement mondial |
| Année              | Classement par équipes | Meilleur coureur au classement individuel |                    |
| ------------------ | ---------------------- | ----------------------------------------- | ------------------ |
| 2016               | -                      | Baptiste Planckaert (22e)                 |                    |
| 2017               | -                      | Justin Jules (107e)                       |                    |
| 2018               | -                      | Kenny Dehaes (101e)                       |                    |
| 2019               | 25e                    | Baptiste Planckaert (61e)                 |                    |
| 2020               | 34e                    | Arjen Livyns (291e)                       |                    |
| 2021               | 25e                    | Timothy Dupont (137e)                     |                    |
| 2022               | 25e                    | Milan Menten (197e)                       |                    |
| 2023               | 38e                    | Marco Tizza (424e)                        |                    |
| 2024               | 37e                    | Luca Van Boven (342e)                     |                    |
|                    |                        |                                           |                    |
| Source : UCI       |                        |                                           |                    |

## Bingoal WB en 2025
Effectif
| Effectif 2025                | Effectif 2025     | Effectif 2025 | Effectif 2025                         |
| Cycliste                     | Date de naissance | Pays          | Équipe précédente                     |
| ---------------------------- | ----------------- | ------------- | ------------------------------------- |
| Jocelyn Baguelin             | 2 mai 1999        | France        | Morbihan Adris Gwendal Oliveux (2024) |
| Pierre Barbier               | 25 septembre 1997 | France        | Philippe Wagner-Bazin (2024)          |
| Quentin Bezza                | 24 mars 1998      | France        | Philippe Wagner-Bazin (2024)          |
| Luca De Meester              | 22 janvier 2000   | Belgique      | Bingoal WB Devo Team (2023)           |
| Floris De Tier               | 20 janvier 1992   | Belgique      | Alpecin-Deceuninck (2022)             |
| Cériel Desal                 | 20 octobre 1999   | Belgique      | EFC-L&R-Vulsteke (2021)               |
| Michiel Lambrecht            | 10 février 2003   | Belgique      | Bingoal WB Devo Team (2024)           |
| Louka Matthys                | 31 décembre 1999  | Belgique      | CC Nogent-sur-Oise (2023)             |
| Johan Meens                  | 7 juillet 1999    | Belgique      | Bingoal WB Development (2021)         |
| Victor Papon                 | 25 janvier 2001   | France        | Paris Cycliste Olympique (2024)       |
| Davide Persico               | 1 avril 2001      | Italie        | Colpack-Ballan (2023)                 |
| Tom Portsmouth               | 19 décembre 2001  | Royaume-Uni   | Bingoal WB Devo Team (2023)           |
| Henri-François Renard-Haquin | 12 décembre 2002  | France        | Club Cycliste d'Étupes (2024)         |
| Jens Reynders                | 25 mai 1998       | Belgique      | Bingoal WB Devo Team (2024)           |
| Marco Tizza                  | 6 février 1992    | Italie        | Amore & Vita (2021)                   |
| Leander Van Hautegem         | 9 mars 2003       | Belgique      | Soudal Quick-Step Devo Team (2024)    |
| Axandre Van Petegem          | 13 janvier 2002   | Belgique      | Lidl-Trek Future Racing (2024)        |
| Kenneth Van Rooy             | 8 octobre 1993    | Belgique      | Sport Vlaanderen-Baloise (2022)       |
| Jelle Vermoote               | 29 août 2001      | Belgique      | Circus-Re Uz-Technord (2023)          |
| Giacomo Villa                | 29 janvier 2002   | Italie        | Biesse-Carrera (2023)                 |
| Loïc Vliegen                 | 20 décembre 1993  | Belgique      | Intermarché-Circus-Wanty (2023)       |
| Sasha Weemaes                | 9 février 1998    | Belgique      | Human Powered Health (2023)           |
|                              |                   |               |                                       |
| Source : ProCyclingStats     |                   |               |                                       |

Victoires
| Victoires | Victoires              | Victoires           | Victoires | Victoires     | Victoires |
| Date      | Course                 | Pays                | Classe    | Vainqueur     |           |
| --------- | ---------------------- | ------------------- | --------- | ------------- | --------- |
| 26 janv.  | 3e étape, Sharjah Tour | Émirats arabes unis | 2.2       | Quentin Bezza |           |

## Saisons précédentes
- Wallonie Bruxelles-Crédit agricole en 2011
- Wallonie Bruxelles-Crédit agricole en 2012
- Wallonie-Bruxelles en 2013
- Wallonie-Bruxelles en 2014
- Wallonie-Bruxelles en 2015
- Wallonie Bruxelles-Group Protect en 2016
- WB-Veranclassic-Aqua Protect en 2017
- WB-Aqua Protect-Veranclassic en 2018
- Wallonie Bruxelles en 2019